# Dolmen de Montpler
Le dolmen de Montpler (parfois orthographié Montple) est un dolmen situé sur la commune de Port Mahon, à Minorque, dans l'archipel des Baléares, en Espagne. Il est daté de l'Âge du bronze.

## Historique
Selon J. Flaquer Fàbregas, le dolmen et la tombe voisine d'Alcaidús d'en Fàbregues furent en partie démantelés au début du XXe siècle pour en récupérer les pierres. En 1943, J. Flaquer Fàbregas y effectua une fouille rapide et recueillit à l'intérieur de la chambre quelques ossements et des céramiques. La datation par le carbone 14 de certains de ces ossements correspond à une période comprise entre 1750 et 1150 av. J.-C., ce qui fait du dolmen de Montpler l'une des plus anciennes constructions de Minorque.

## Description
Le dolmen est de taille assez réduite. Des petites pierres ont été rajoutées récemment pour combler les interstices entre les orthostates. Le trou d'accès à la chambre, visible en façade, paraît extrêmement petit, rendant l'introduction des corps très difficile. L'absence d'un couloir d'accès, et d'une manière plus générale, de tout autre élément d'architecture en dehors du pourtour immédiat de la chambre mortuaire ne permet pas clairement de savoir s'il s'agit d'un dolmen ou d'une tombe à triple parement, comme celle d'Alcaidús d'en Fàbregues, d'une architecturale très voisine, visible à environ 60 m plus à l'ouest. 